# 早瀬弥生
早瀬 弥生（はやせ やよい、1987年8月16日 - ）は、日本の女性声優、元グラビアアイドル。東京都出身。血液型はA型。アダルトゲーム関連では早瀬ゃょぃ名義で活動している。

## 来歴
- 第2回セガアイドルオーディション「プリステージ」にてステラプロジェクト賞受賞[1]。グラビアアイドルとしての経歴を経て、声優となる[2]。
- 2005年、グラビアアイドルデビュー。
- 2010年、声優デビュー。2012年まではロックンバナナ所属[要出典]。
- 2017年7月よりネヴァーランド・アーツ所属
- 2019年1月時点、フリーランスで活動中。
- 2024年1月4日、自身のX(旧Twitter)及び配信で結婚報告を行った[4][5][6]。

## 出演
※太字は主役・メインキャラクター。

### アダルトアニメ
2013年
- M男食い ラストオーダー（恵理加）

2014年
- もっかいしよ？〜ちーぷ♡すろーと〜（芽依）

2017年
- PINKERTON（エリカ）
- 僕だけのヘンタイカノジョ THE ANIMATION（瀧川ひな）
- 僕だけのヘンタイカノジョ　もっと♡ THE ANIMATION（瀧川ひな）

### 一般ゲーム
2014年
- 戦極姫4〜争覇百計、花守る誓い〜（果心居士）※PSP/PS3/PS Vita版
- ものべの -pure smile-（鉄砲撃レ狸[7]）

2015年
- PriministAr -プライミニスター-（参宮由芽、参宮巴菜）※PC全年齢版

2016年
- シロガネ×スピリッツ!（仲野愛）
- PriministAr -プライミニスター-（参宮由芽[8]、参宮巴菜[9]）

2019年
- 限界凸記 モエロクロニクル H（サタン）

### アダルトゲーム
2010年
- しゃーまんず・さんくちゅあり〜巫女の聖域〜
- よついろ★パッショナート!（幸田葉澄）

2011年
- へんし〜ん!!! 〜パンツになってクンクンペロペロ〜
- ワルキューレロマンツェ 少女騎士物語
- フリフレ2

2012年
- ツクモノツキ（塚本麻香）[10]
- 決戦!乙女たちの戦場3〜電撃作戦!戦果はエースの名のもとに〜（葵＝ジェシカ・チェインバーゼ）
- かみデレ（宵宮パティー）
- ピンポンぱんつ! -湯河原学園美少女☆温泉卓球部-（天翔羽衣佳）
- 戦極姫4〜争覇百計、花守る誓い〜（果心居士）

2013年
- 恋もHもお勉強も、おまかせ!お姉ちゃん部（源川瑞羽）[11]
- Dang! Dang! 団地妻 -わたしだけの旦那さま♥-（樋口真名）
- あかばんず 〜リアルな世界で僕が君にできること〜（立樹翼）
- みずカノ! 水着の彼女とHしよっ（晴海衣苑）
- PriministAr -プライミニスター-（参宮由芽、参宮巴菜）
- ものべの -happy end-（鉄砲撃レ狸）

2014年
- 恋する少女と想いのキセキ〜Poupee de souhaits〜（吉野紗良）
- 超催眠術学園（清澄楓）
- こいなか -小田舎で初恋×中出しセクシャルライフ-（涼原ひびき）
- リリウム×トライアングル（広瀬優奈）
- 恋DOKi（堂上佳菜子）
- 花嫁と魔王 〜王室のハーレムは下克上〜（クパ）
- 彼女が俺にくれたもの。俺が彼女にあげるもの。〜KISS My Darling:めちゃ婚 case3〜（辺銀つばさ）
- デーモンバスターズ 〜えっちなえっちなデーモン退治〜（静木乃香）

2015年
- 1/7の魔法使い（二宮よつば、魔女）
- 対魔忍アサギ 決戦アリーナ（リクル・ビューズ、セドナ・アルストナ）
- シロガネ×スピリッツ!（仲野愛）
- 神楽花莚譚（サカトメ様）
- 妄想コンプリート!（冥加紗奈歌）
- こいなかlovers（涼原ひびき）
- 姫様LOVEライフ!（美澤ちさ）
- Gカップシスターズ! 〜妹だらけの搾乳学園祭〜（澪）
- サクラノ詩 -櫻の森の上を舞う-（夏目雫）
- 機関幕末異聞 ラストキャバリエ（考）
- お兄ちゃんティーチャー 〜秘密の授業を希望します!〜（北見あい）

2016年
- 神楽訪神歌（トメ様）
- 聖鍵遣いの命題（狼鈴華）
- スクールオブファンタジア（シェーシャ）
- まいてつ（蓑笠凪）
- 姫恋*シュクレーヌ!（天菜ちゆり）
- 星恋*ティンクル（鳴瀬川風子）
- アイドルスクール! -ULTRA ORANGE-（西野いとり）

2017年
- 優しいギャルの極上筆下ろしドキドキ射精タイム♪（ギャル）
- 恋愛教室（舞良くみ）
- がちゃがちゃ娘。YELLOW『Heart+』（ミカ）
- 姫様LOVEライフ! -もーっと! イチャイチャ☆ぱらだいす!-（美澤ちさ）

2018年
- ももいろクローゼット（羽島壱花）
- 姫と乙女のヤキモチ★LOVE（千鳥杏子）
- ケモノ娘の育て方（幸坂小鳥）

2019年
- イブニクル2（ブラウニー）
- ガールズ・ブック・メイカー（モブその他）[12]

2020年
- まいてつ Last Run!!（蓑笠凪）[13]

2021年
- フタゴノトリコ 〜恋するアイドル〜（檜川愛海）

2023年
- サクラノ刻 -櫻の森の下を歩む-（夏目雫）

2025年
- 流る星 ふぁんでぃすく。（見星 あかり）

### 携帯サイト・アプリ
- 萌えっ娘 麻雀（）
- おしゃべりパッショナート!（幸田葉澄）
- とーきんがーるずっ!（友子）
- かみデレ壁紙アプリ（宵宮パティー）
- アイドルトリック-Fake Social Network-（2016年、ヴァンガード）[14] -りんご 役（実写出演）

### ドラマCD
- 夜のオトモに使って欲しいCD。（麻姫、2014年）

### ナレーション
2009年
- 阿藤快のお取り寄せ旅グルメ（TOKYO MX：12月18日）

2012年
- 12星座占い 今週の運勢（GYAO!：10月1日 -）

### ラジオ
- アイドル予備校（FMちゃお：レギュラー）
- Girls Livemotion RADIO（FMちゃお：レギュラー）
- 美少女ゲームch（レギュラー）
- 自主制作ラジオ「841%しゅわしゅわ」（パーソナリティ）
- 杏花のCheeky♡Pinky（第11回ゲスト）[15]

#### ラジオCD
- ラジオCD「聖鍵遣いの命題 先史文明中央情報管理局広報部」（2016年8月14日）

### その他
- 播州そうめん擬人化萌えキャラ「播磨萌夏」（2015年）

### ミュージック・ビデオ
- real world coming out（Red Carpet）
- Butterfly（NEOPHILIA）

### テレビドラマ
- パパとムスメの7日間（TBS：生徒、2007年）

### 舞台
2011年
- ドードーの旗のもとに2（キシリ 役、劇団ガソリーナ、ザムザ阿佐谷：9月29日 - 10月2日）
- TEAM the ROCKETSプレイ☆シアター（即興演技バトル、TEAM the ROCKETS、AKIBA LIVE STUDIO ROCKETGATE：5月17日 -）

### Web番組
- 漫画家だらけのハッピーアワー（ニコニコ生放送・ガジェット通信） - レギュラー（司会）

2012年
- 羽つき！エンジェルス★ナイト（Ustream：レギュラー、2月9日 -）
- AKIBA萌萌ステーション（ニコニコ生放送・MJPS公式チャンネル：パーソナリティー、9月21日 - 11月16日、）
- Viju☆Love☆Cafe（Ustream・World Net.TV：レギュラー（Twitter MC）、11月4日 -）
- ゆるキャラグランプリ2012表彰式（Ustream・World Net.TV；レポーター、11月25日）

### 落語
2012年
- いえろぅてんぐ〜両国篇其の一〜（お江戸両国亭、4月17日）
- いえろぅてんぐ〜南長崎篇其の二〜（ひびきホール、8月25日）

2013年
- いえろぅてんぐ〜其の三〜（ひびきホール、1月27日）

## ディスコグラフィ

### シングル
| 枚  | 発売日         | タイトル                       | 規格品番 |
| --- | -------------- | ------------------------------ | -------- |
| 1st | 2015年10月25日 | ミラクル†SODA/ホントは誰よりも |          |

### キャラクターソング
| 発売日         | 商品名                                              | 歌                           | 楽曲                                                    | 備考                                                       |
| -------------- | --------------------------------------------------- | ---------------------------- | ------------------------------------------------------- | ---------------------------------------------------------- |
| 2014年10月30日 | Dang★Dang カラフル My Life!! ～樋口真名ちゃんVer.～ | 樋口真名ちゃん（早瀬ゃょぃ） | 「Dang★Dang カラフル My Life!! ～樋口真名ちゃんVer.～」 | PCゲーム『Dang!Dang!団地妻 -わたしだけの旦那さま♥-』関連曲 |
| 2015年8月13日  | 妄想Compilation!                                    | 冥加紗奈歌（早瀬ゃょぃ）     | 「夢の中まで会いに来て -SANAKA ver.-」                  | PCゲーム『妄想コンプリート!』関連曲                        |

## グラビア関連

### デジタル写真集
2006年
- 早瀬弥生 写真集 01（11月2日、K2P-Project）
- 早瀬やよい 写真集 2（11月2日、K2P-Project）
- きこうでんみさ&早瀬弥生写真集（11月2日、K2P-Project）
- 現役女子高生グラビア 写真集 Vol.1-4（4月26日 - 2007年9月12日、現役女子高生グラビア）

### モデル
- ツヤグラiD（ツヤグラ）-ヘアモデル
- MONDO GROTTESCO GALLERY（MONDO GROTTESCO） - ファッションモデル

### イメージビデオ
- 美少女 早春物語3（2005年9月26日、カムイ）